# Pierre Maillard
Pierre Maillard (Ginebra, 1954) és un director, guionista, actor, productor de cinema i periodista suís,.

## Biografia
Després d'un batxillerat de filosofia i estudis de literatura, Pierre Maillard es va formar en disseny gràfic i arts escèniques a Ginebra i Londres. Del 1972 al 1978, va participar en diferents grups de teatre com a actor i director a Suïssa i Anglaterra. Una pràctica que el va portar a interessar-se pel director japonès Yasujiro Ozu. Va traduir la biografia, escrita per Donald Richie, el 1980.
El 1984 va dirigir el seu primer llargmetratge de ficció, Campo Europa. La història d'una jove que busca un home desaparegut a una costa italiana aïllada. Aquesta pel·lícula de baix pressupost, rodada per ell mateix, va ser nominada al César de 1985 a la categoria Millor pel·lícula francòfona i guardonat amb el Premi a la Millor Fotografia al Festival Internacional de Cinema de Locarno.
Va fundar la productora Zoo films, abans de ser contractat a Télévision suisse romande per a la qual va produir reportatges i emissions culturals (VIVA i Tickets de Première) de 1987 a 1989. Va participar en la producció de nombrosos retrats, com ara el de Umberto Eco, de Jim Jarmush, de Béla Tarr, de Terence Davies, de Raúl Ruiz Pino, de Jean-Marie Straub, de Danièle Huillet i Giuseppe De Santis.
Durant aquest període, va treballar com a redactor per a agències de publicitat. El 1993 es va convertir en l'editor en cap de la revista de rellotgeria Europa Star el 1993.
El seu segon llargmetratge, Poisons, es va estrenar l'any 1987. La història de tres germans que segresten un vell pintor al fons d'una propietat abandonada intentant per tots els mitjans recuperar-li els seus pinzells. Serà premiat a Locarno (premi d'actuació per a Roland Dubillard i Pardo de Bronze Leopard de la joventut), així com en nombrosos festivals internacionals. Una visibilitat que va aprofitar durant la dècada dels noranta per fer les pel·lícules 7 Fugitives (1993) i Chronique (1997).
L'any 2001 va rodar Potlatch amb estudiants de l'ESAD de Ginebra. Aquest llargmetratge, guardonat amb el premi TV5 a la millor pel·lícula, posarà en marxa la carrera de diversos actors suïssos amb talent. Cal destacar Julien George, nomenat millor actor al premi de cinema suís d'enguany i Anne-Schlomit Deonna nominada per a les "Estrelles fugaces" del 51è Festival Internacional de Cinema de Berlín. Amb Valentin Rossier, el director va formar una forta relació, convertint-lo en el seu actor preferit. Apareix en moltes de les seves produccions.
A principis dels anys 2000, Pierre Maillard va mirar l'obra de l'escriptor nord-americà Don Delillo. Va adquirir els drets del seu llibre Body Art, que buscaria adaptar. Davant les limitacions imposades per la indústria cinematogràfica nord-americana, va transformar el projecte. Un homme sans histoire, va néixer l'any 2004, la història d'un cineasta a la recerca d'un tema davant la pèrdua del seu projecte.
Enregistra clips, en particular el de la cançó Double peine de Bertrand Burgalat.

### Canvi cap al documental
Aleshores comença un període on abandona la ficció en favor dels documentals. Alain Tanner, Pas comme si, comme ça, biopic del gran cineasta suís de la Nouvelle Vague es va estrenar el 2007, després Le paysage intérieur (2010) que segueix la producció del Rolex Learning Center de l'EPFL a Lausana, obra arquitectònica monumental disseny innovador de la firma japonesa SANAA.
Amb HEAD, on es va incorporar com a professor de cinema l'any 2010, va dirigir el projecte La Faute à Rousseau. 55 curtmetratges rodats per alumnes d'aquesta escola i d'arreu del món per celebrar la filosofia del famós pensador de Ginebra, amb motiu del seu 300è aniversari l'any 2012.
El mateix any, va viatjar en cotxe i a peu pel sud d'Itàlia i Albània a la recerca d'un arbre majestuós que seria el centre del seu setè llargmetratge de ficció De l’autre côté de la mer (2016), història d'un antic fotògraf de guerra que intenta fugir els seus fantasmes només fotografiant arbres. Descobreix una noia jove que és asseetjada per la seva família i a qui ajudarà a escapar d'un país en ruïnes. Faula erràtica i onírica que evoca la crisi migratòria.
Pierre Maillard està casat i pare de dos fills.

## Filmografia parcial

### Com a director
- 1984 : Campo Europa
- 1987 : Poisons
- 1988 : Censures
- 1989 : Les grandes manœuvres du bonheur
- 1990 : Architecture, l'exception quotidienne (documental)
- 1993 : Sept fugitifs
- 1997 : Chronique
- 2001 : Potlatch
- 2004 : Un homme sans histoire
- 2007 : Alain Tanner, pas comme si, comme ça (documental)
- 2010 : Le paysage intérieur (documentaire)
- 2015 : De l'autre côté de la mer

### Com a guionista
- 1997 : Chronique
- 2001 : Potlatch
- 2004 : Un homme sans histoire
- 2007 : Alain Tanner, pas comme si, comme ça (documental)
- 2010 : Le paysage intérieur (documental)
- 2015 : De l'autre côté de la mer

### Com a productor
- 1984 : Campo Europa
- 1993 : Sept fugitifs
- 1997 : Chronique
- 2001 : Potlatch
- 2004 : Un homme sans histoire
- 2015 : De l'autre côté de la mer

### Com a actor
- 1999 : Jonas et Lila, à demain d'Alain Tanner
- 2004 : Un homme sans histoire
- 2010 : Un autre été de Véronique Goël
- 2013 : L'amour est un crime parfait d'Arnaud i Jean-Marie Larrieu